# 스코틀랜드 정부

스코틀랜드 정부(Scottish Government, 스코틀랜드 게일어: Riaghaltas na h-Alba, 스코트어: Scots Govrenment)는 스코틀랜드 의회에 대해 책임을 지는 스코틀랜드의 행정부를 말한다.
1998년 스코틀랜드법의 44조 1항에 의거하여 1999년에 스코틀랜드 행정부(Scottish Executive)로서 출범하였다. 2007년 9월에 제3대 스코틀랜드 의회에서 스코틀랜드 정부로 명칭이 변경되었다. 이후로도 법령상으로는 여전히 스코틀랜드 행정부라는 명칭으로 존속되었으나, 2012년 7월에 발효된 2012년 스코틀랜드법의 12조 1항에 의거해 정식으로 명칭이 변경되었다.
스코틀랜드 정부는 총리(First Minister)에 의해 지명된 장관 및 차관으로 구성되며, 내각은 총리와 장관들로 구성된다.

## 같이 보기
- 2014년 스코틀랜드 독립 국민투표
- 스코틀랜드 왕국

## 참고 문헌
1. ↑  “Part II: The Scottish Administration”. 영국 국가기록원. 2014년 1월 4일에 확인함.